# Бетувакс-КоВ-2
Бетувакс-КоВ-2 — субъединичная вакцина против вируса SARS-CoV-2, вызывающего заболевание COVID-19, разрабатываемая дочерним предприятием «Бетувакс» Института стволовых клеток человека (ИСКЧ). Содержит RBD и SD1-домены S-белка коронавирусов, которые нарабатываются в клетках сирийского хомяка, и адьювант бетулин, получаемый из коры берёзы. Технология сорбирования белков SARS-CoV-2 на сферических частицах бетулина запатентована разработчиками. Согласно заявлениям разработчиков, выбранная технология позволит достичь минимума побочных эффектов при введении. На апрель 2022 года идут клинические испытания вакцины II фазы.

## Исследования
Предварительно, результаты исследований показавают высокий профиль безопасности вакцины «Бетувакс-Ков-2» при исследовании разных вариантов токсичности, включая репродуктивную. Препарат продемонстрировал иммуногенность — формирование нейтрализующих антител на различных животных моделях, и протективные свойства, как при внутримышечном, так и при интраназальном введении.